# NGC 5951
NGC 5951 est une galaxie spirale barrée vue par la tranche et située dans la constellation du Serpent. Sa vitesse par rapport au fond diffus cosmologique est de 1 916 ± 10 km/s, ce qui correspond à une distance de Hubble de 28,3 ± 2,0 Mpc (∼92,3 millions d'al). NGC 5951 a été découverte par l'astronome germano-britannique William Herschel en 1787.
La classe de luminosité de NGC 5951 est III et elle présente une large raie HI.  
À ce jour, 17 mesures non basées sur le décalage vers le rouge (redshift) donnent une distance de 26,218 ± 4,612 Mpc (∼85,5 millions d'al), ce qui est à l'intérieur des valeurs de la distance de Hubble.

## Groupe de NGC 5962
Selon A. M. Garcia, NGC 5951 fait partie du groupe de NGC 5962. Ce groupe de galaxies compte au moins cinq membres. Les autres galaxies du groupe sont NGC 5953, NGC 5954, NGC 5962 et UGC 9902.
Abraham Mahtessian mentionne que NGC 5951 fait partie d'un trio de galaxies. Les deux autres galaxies sont NGC 5953 et NGC 5954.